# Медведев, Виктор Михайлович (железнодорожник)
Ви́ктор Миха́йлович Медве́дев (1 апреля 1913, Брянск — 25 мая 1943, Москва) — советский железнодорожник, начальник депо Елец Московско-Донбасской железной дороги, Герой Социалистического Труда (1943).

## Биография
Родился 1 апреля 1913 года в городе Брянске, в семье железнодорожника. Рос и учился на станции Узловая, куда был переведён отец — машинист депо.
В 1928 году окончил в Узловскую школу-семилетку, в 1932 году Калужскую школу фабрично-заводского ученичества при заводе НКПС. Был назначен на станцию Узловая помощником машиниста, а на следующий год стал машинистом. Водил паровоз ЭМ-733-79.
В 1937 году, после окончания курсов Наркомата путей сообщения, был выдвинут машинистом-инструктором, в том же году назначен на должность заместителя начальника депо по ремонту, а в 1939 году — заместителем начальника депо Узловая. За отличный труд был награждён знаком «Ударник Сталинского призыва». Трудился на этой должности до Великой Отечественной войны.
В ноябре 1941 года во время эвакуации станции Узловой Медведев лично руководил вывозом деповского оборудования.
В ноябре 1942 года прибыл в депо Елец и приступил к исполнению обязанностей начальника депо. В прифронтовых условиях разрушенное бомбёжками депо Елец работало с серьёзными перебоями. Коллектив депо не мог обеспечить своевременную подачу локомотивов для воинских перевозок, значительно снизились перевозки для войск Брянского и Воронежского фронтов, готовившихся к наступательным операциям. Новый руководитель депо с головой окунулся в работу. За короткий срок значительно улучшили показатели основные ремонтные цеха, повысилась дисциплина и ответственность локомотивных бригад. Объёмы перевозочной работы увеличивались с каждым днём.
Трудиться коллективу депо Елец приходилось в условиях частых бомбёжек, смертью храбрых пали на своих постах многие работники депо. Через два месяца напряжённого труда депо Елец, возглавляемое Медведевым, стало выходить из прорыва. В одной из характеристик того времени отмечалось: «За время работы в депо Елец В. М. Медведев показал себя исключительно организованным, дисциплинированным, волевым командиром, обладающим достаточным практическим опытом, желающим сочетать поведение командира с техническим руководителем и достаточными способностями организатора. С возложенными обязанностями начальника депо вполне справляется.»
Только в марте 1943 года, после четырёх месяцев самоотверженного труда, Медведев был утвержден в должности начальника паровозного депо Елец. Он смог сделать исключительно много для обеспечения воинских перевозок через Елецкий узел. Ведь в феврале-марте 1943 года через Елец шли основные перевозки войск Центрального фронта, которые перебазировались из-под Сталинграда район Курского выступа. К сожалению, в этой должности В. М. Медведев работал недолго.
Его здоровье было окончательно подорвано бессонными ночами, тревогами. 26 апреля 1943 года был освобожден от должности по состоянию здоровья.
Указом Президиума Верховного Совета СССР от 5 ноября 1943 года «за особые заслуги в обеспечении перевозок для фронта и народного хозяйства и выдающиеся достижения в восстановлении железнодорожного хозяйства в трудных условиях военного времени» Медведеву Виктору Михайловичу присвоено звание Героя Социалистического Труда с вручением ордена Ленина и медали «Серп и Молот».
Продолжал работать в депо Елец. Во время налета вражеской авиации в ночь на 15 марта 1943 года был тяжело ранен в ногу. Местные медики отправили его в город Сталиногорск, где ногу ампутировали, но началась гангрена. В Институте протезирования в Москве спасти Медведева не удалось. 25 мая 1943 года он скончался. Похоронен на Даниловском кладбище Москвы.
Награждён орденом Ленина.